# Paul Cauchie
Pour les articles homonymes, voir Cauchie.
Paul Cauchie (Auguste Paul Cauchie), né le 7 janvier 1875 à Ath (province de Hainaut) et mort le 1er décembre 1952 à Etterbeek (Bruxelles), est un architecte, peintre et décorateur belge.
Il fut une des figures marquantes de l’Art nouveau en Belgique. Son style architectural, contrairement à ceux de Victor Horta ou Paul Hankar, qui utilisaient le fer forgé et la pierre pour suggérer des volutes végétales, se caractérise par une rigueur géométrique compensée par la richesse des décorations picturales.

## Éléments biographiques

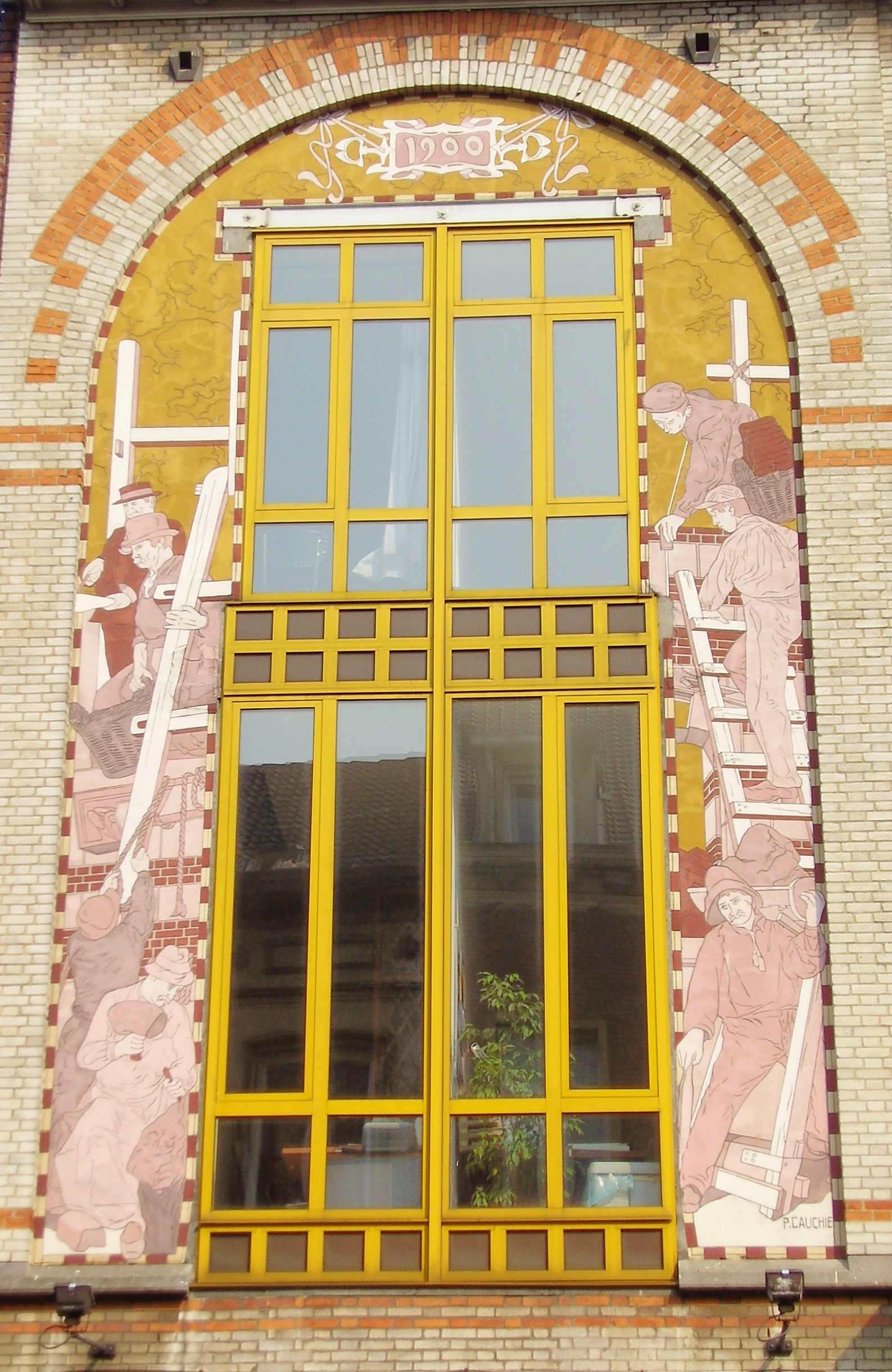
Sgraffite de Paul Cauchie, Maison de l'Entrepreneur rue Malibran, Ixelles (1900)

Le fait que Paul Cauchie ait quitté la section d’architecture de l’académie des beaux-arts d’Anvers après deux ans d'étude (1891-1893), pour suivre les cours de peinture de Constant Montald à Bruxelles (1893-1898), indique sans doute une maturation de sa vocation. Il a dix-huit ans et se sent davantage d’atomes crochus avec la peinture qu’avec les dessins d’architecte. Il n'en suivit pas moins des cours à l'Académie royale des beaux-arts de Bruxelles, où il eut pour condisciple Gabriel van Dievoet. Sans doute est-il séduit par l'effervescence qui règne alors dans le monde de la peinture contemporaine.
Son œuvre architecturale est d’ailleurs des plus réduites : trois maisons-ateliers à Bruxelles, deux villas jumelles sur la côte belge, ainsi qu'une villa, Villa Dageraad (Villa l'Aurore) aujourd'hui classée, à Eeklo. Ami de l'architecte Édouard Frankinet, l'importance et l'influence de ce dernier sur l'architecture de Cauchie ne sont pas à sous-estimer.
Par contre, dans le domaine de la décoration de façade et, en particulier, de la technique du sgraffite remise à l’honneur par le mouvement Art nouveau, il donne toute sa mesure et en est l'un des plus talentueux et plus prolifiques créateurs en Belgique.
Pendant la seconde partie de sa vie, Paul Cauchie travaille beaucoup aux Pays-Bas où il décore et meuble de petites maisons préfabriquées. Il est enterré avec son épouse Lina Voet au cimetière de Wezembeek-Ophem.

## Maître du sgraffite

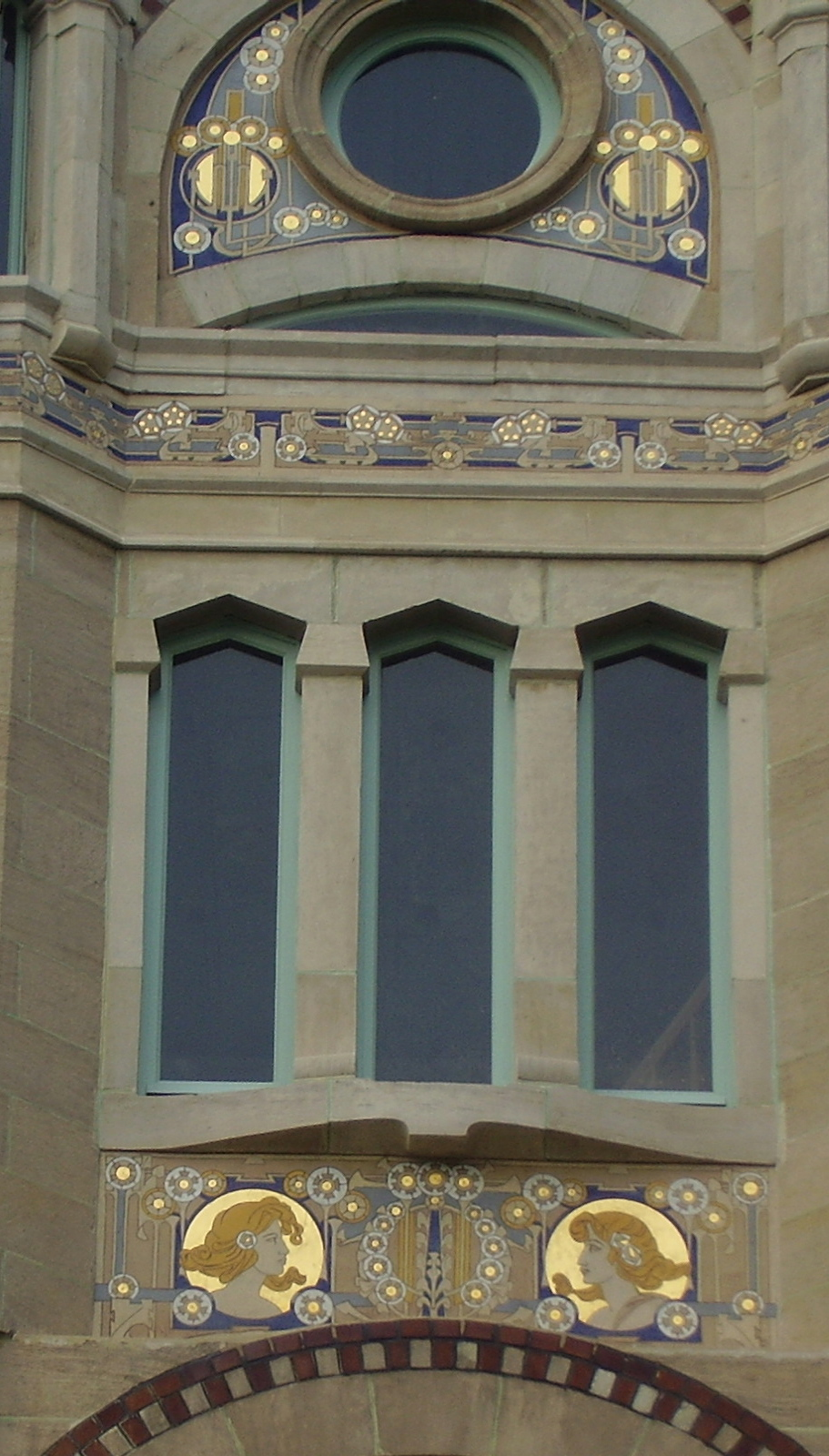
Sgraffite de Paul Cauchie, Maison Delune, Bruxelles (1904)

Paul Cauchie fut un maître pionnier de la renaissance de la technique du sgraffite au XIXe siècle. Il s'agit d'une fresque murale décorative, façonnée par grattage dans une fine couche de mortier de couleur, dont la pratique remonte à l'Antiquité. Il en réalisa lui-même plusieurs centaines et enseigna sa technique. On lui doit, notamment, la frise du Musée des beaux-arts de Gand ou encore les motifs élégants de la Maison Delune, ceux de l’ancien entrepôt Delhaize ou le parement de façade d’une maison Art nouveau, avenue Malibran, à Ixelles.
Son œuvre la plus connue, très probablement réalisée en collaboration avec Edouard Frankinet, est sa maison personnelle, la Maison Cauchie, construite en 1905 pour servir d’habitation et d’atelier à Paul Cauchie et à sa femme, Caroline Voets, elle-même peintre de talent, surnommée Lina. Considérée aujourd’hui comme une des plus belles réalisations de l’Art nouveau à Bruxelles, la maison est marquée des créations multiples du couple : peintures murales, décorations, broderies, meubles, lustreries et sgraffite.
Après la disparition du couple, les fresques sont recouvertes de papier peint et le mobilier partiellement détruit ; la maison est ensuite laissée à l’abandon et se dégrade fortement. Une demande de démolition est introduite en 1971 par les héritiers. Sauvée de justesse et classée, elle sera rachetée en 1980 par un couple de particuliers, Léo et Guy Dessicy, qui entreprirent sa longue et difficile restauration. Après avoir imaginé y installer un musée Tintin, avec l'accord enthousiaste d'Hergé, Guy Dessicy fonde finalement le Centre belge de la bande dessinée, installé depuis 1989 dans les Anciens magasins Waucquez.
Aujourd’hui sauvée, la Maison Cauchie abrite une salle d’exposition au rez-de-chaussée et dans l’ancien atelier.

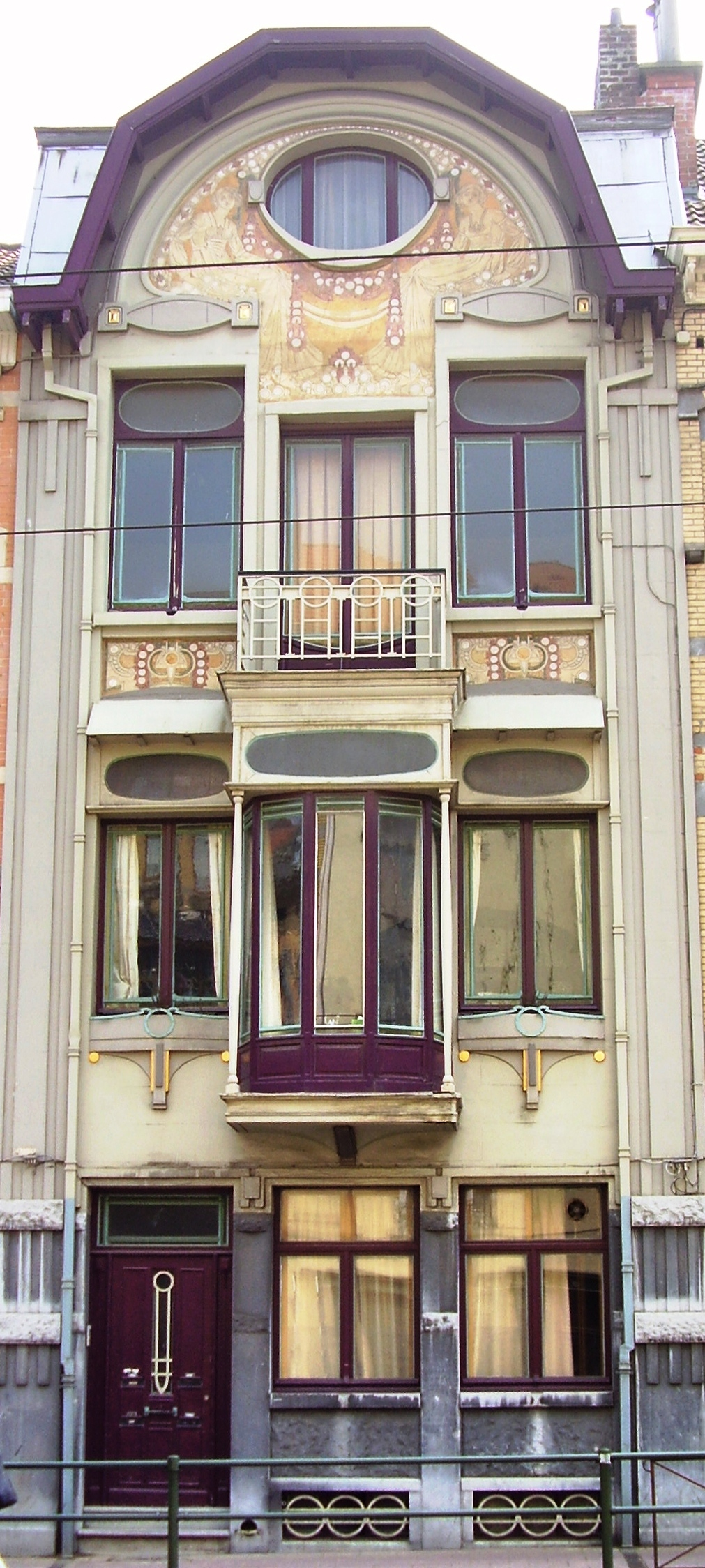
Maison avenue de la Chasse, Etterbeek (1912)

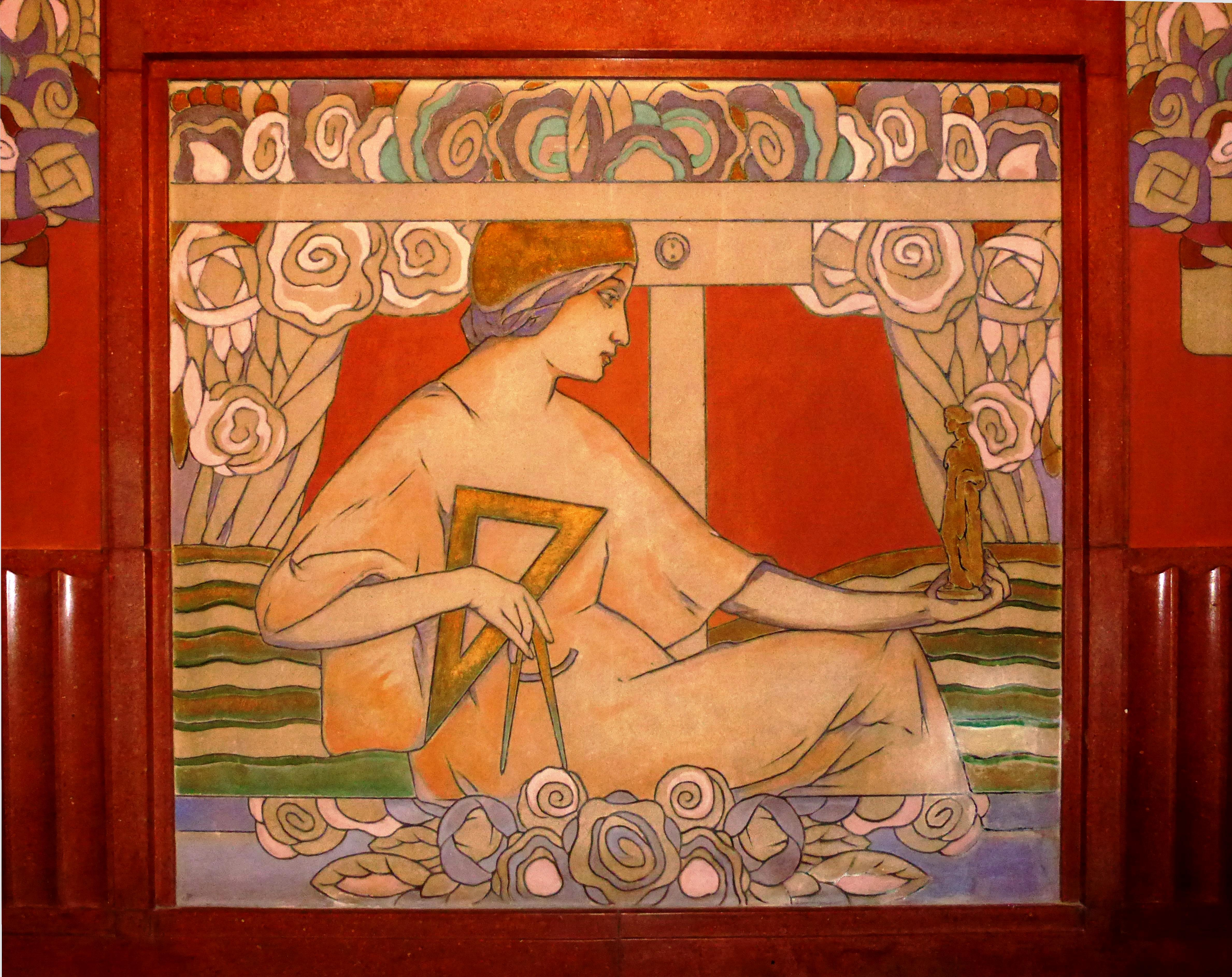
Sgraffite de P. Cauchie dans la villa d'Albeau d'E. Frankinet (1925)

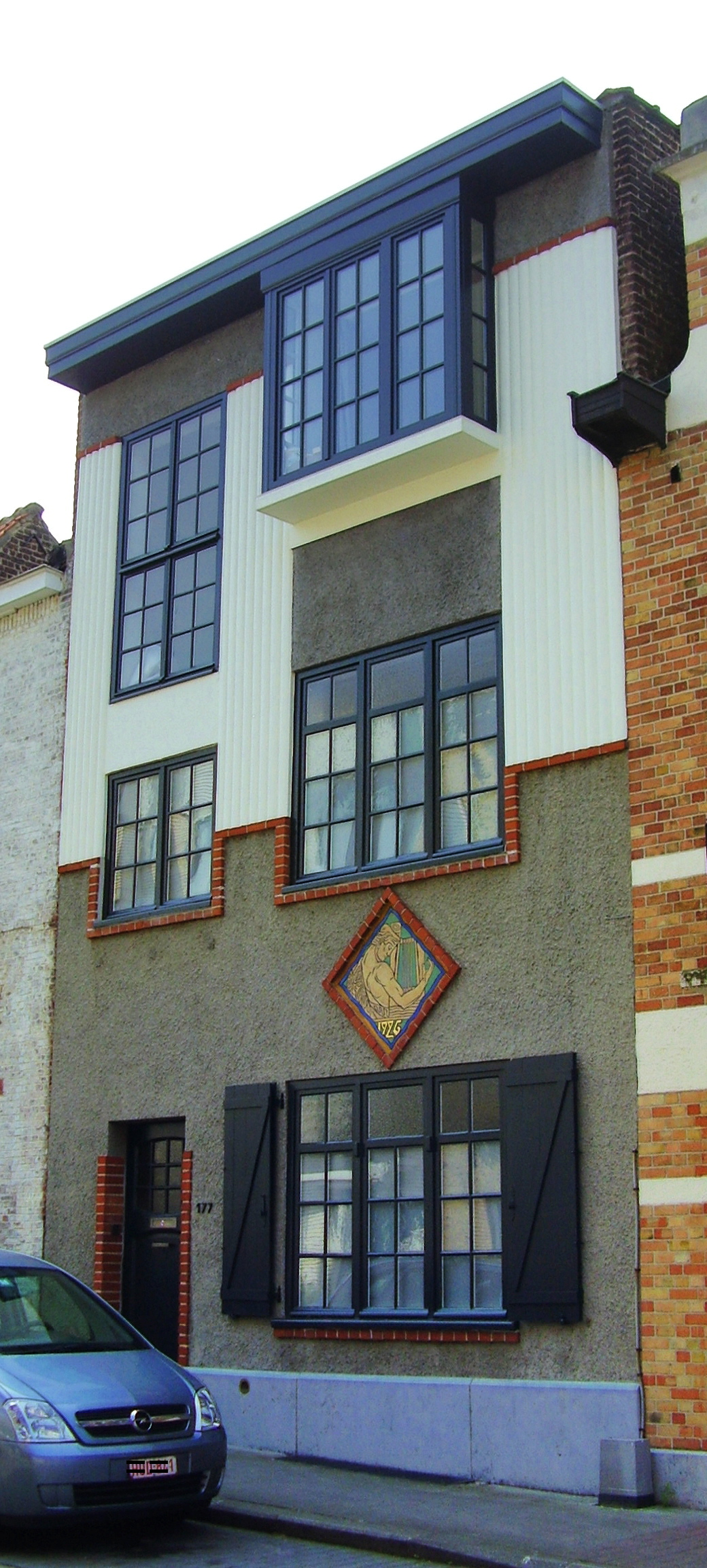
Maison rue de la Cambre, Woluwe-Saint-Pierre (1926)

## Quelques réalisations

### Architecture
- Maison Cauchie, rue des Francs, 5 à Etterbeek (1905).
- Maison avec atelier, avenue de la Chasse, 141 à Etterbeek (1912).
- Villas jumelées La Bella et La Nueva à Duinbergen (1914).
- Maison avec atelier, rue de la Cambre, 177 à Woluwe-Saint-Pierre (1926). Ce sgraffite a été restauré par Christian de Castellane.
- Villa Dageraad, chaussée de Gand, 28, à Eeklo (1909).

### Sgraffites
Cauchie a rarement signé ses réalisations, si ce n'est le cas dans des villes comme Charleroi, Namur, Dinant, Huy… Certaines sont clairement identifiables par le trait des visages féminins et les roses qui lui sont si particulières.
- Maisons rue de la Montagne, 38, rue de Marcinelle, 5, boulevard Janson, 29 et rue Bernus à Charleroi (Art nouveau à Charleroi).
- Ancien Cercle artistique de Huy.
- Maisons place de la Gare de Jambes et Villas Marcel, Gaby et À l'oiseau bleu rue de Dave à Jambes (1908) (Art nouveau à Namur).
- Maison Leclef (1907) et maison Caussin (1910) de Edouard Frankinet à Dinant
- Hall de la maison personnelle d'Edouard Frankinet ("villa d'Albeau") à Dinant (1925)
- Maison à Ciney.
- Maison du Peuple à Pâturage (Colfontaine).
- Encoignure d'un immeuble commercial rue Longue vie à 1050 Bruxelles ; quelques sgraffites restaurés par Monique Cordier.
- Maison Delune, avenue Franklin Roosevelt, 86 à Bruxelles (1904).
- Entrepôt des magasins Delhaize, place des Armateurs à Bruxelles.
- Maison de l'Entrepreneur, rue Malibran à Ixelles (près de Flagey) (1900).
- Plusieurs maisons de l'Avenue Sleeckx à Schaerbeek.
- Villa Dageraad (Villa l'Aurore), chaussée de Gand, à Eeklo.
- Genval : avenue des Combattants, 96.
- Pérulwez, rue Flament.

### Dessins et projets pour cartes postales
Ont été vendus publiquement chez Romantic Agony, libraire bruxellois, le 4 mai 1996 (lots 66 et 67) :
- un cahier de 44 dessins qu'il a intitulé La Hulpe pittoresque et ses environs (1894),
- un autre cahier de 12 dessins originaux qui allaient servir pour l'édition chez X. Havermans de cartes postales ayant pour thème : De Bruxelles à Genval-les-Eaux[6].